# Preu
El preu és el valor de canvi de dos bens econòmics: el nombre d'unitats d'un bé que cal bescanviar per obtenir una unitat d'un altre bé. Es distingeix entre el preu absolut (valor monetari) i el preu relatiu que compara dos bens amb altres valors.
El concepte de preu és central en microeconomia on és una de les variables més importants en la teoria del preu. Quan es parla del preu dels valors mobiliaris, de les divises, o de béns que tenen un preu a una borsa, hom en diu cotització.
Al mercat lliure, teòricament segons el dogma el preu es fixa mitjançant la llei de l'oferta i la demanda en una situació teòrica de competència perfecta. En el cas de monopoli el venedor fixa el preu d'un bé fent ús del seu poder de mercat. Tot i això, aquest principi no és pas absolut. En qualsevol mercat hi ha preus administrats (per exemple: salari mínim, preu de referència de medicaments, de l'energia, preu mínim de llibres…).
Al llarg del temps els preus poden créixer (inflació) o decréixer (deflació). Per a mesurar la variació escalcular in índex, com per exemple l'índex de preus de consum (IPC) o l'índex de preus industrials (IPI), etc.
El preu és un dels elements de la mescla de màrqueting o el conjunt de factors que cal considerar per fomentar l'èxit comercial d'un producte o servei. Des del punt de vista del venedor, un bon preu s'apropa del màxim que el consumidor està disposat a pagar. Quan es tracta de productes de consum. De vegades es presenten mecaderies amb un preu molt baix per enllepolir clients per atreure'ls a la botiga i vendre accessoris i extres o altres productes amb millors marges. Tot i això, la llei prohibeix la venta amb pèrdua.
La fixació i l'avaluació de preus és molt diferent per a productes estandard, d'ús quotidià (detergent, menjar…) i productes únics, com per exemple una casa o auto de segona mà, una obra d'art… Un altre factor és la llibertat de comprador: la seva llibertat és diferent, si es tracta d'un producte amb moltes alternatives (per exemple menjar) o productes indispensables (per exemple una pròtesi, una formació escolar…).
Les recerques de Sanford J. Grossman i Joseph E. Stiglitz han ensenyat que la informació de la qual el venedor i el comprador disposen, és un factor inegual en la fixació del preu en un mercat teòricament llibre. Pot ser informació privilegiada, com un vici amagat d'un bé de segona mà o informació no pública sobre empreses, com pot esdevenir en la compravenda de valors borsaris. Per aquesta raó existeixen normes legals per a contenir l'abús de mercat i lleis sobre la garantia dels productes i serveis que atorguen el dret de demanar una rebaixa de preu o una devolució de producte defectuós.

## Fixació de preus
La fixació de preus és un procés complex. Hi intervenen multiples variables: les variables interns de l'empresa (costos, objectius, màrqueting mix…) variables externs o variables del mercat (demanda, competència, obligacions legals…) i variables de producte (cicle de vida, necessitat…).